# Kondo (Birmanie)
Pour les articles homonymes, voir Kondo.
Kondo est un village situé dans le canton de Kale, dans le district de Kale, dans la région de Sagaing, dans l'ouest de la Birmanie.